# Тарасенко, Николай Евдокимович
Николай Евдокимович Тарасенко (9 мая 1908 года — 20 июля 1974 года) — тракторист, бригадир тракторной бригады Давлекановской машинно-тракторной станции.  Герой Социалистического Труда.

## Биография
Николай Евдокимович Тарасенко родился 9 мая 1908 г. в д. Калиновка Давлекановского района БАССР.  Образование - среднее специальное.
В 1930 г. работал трактористом Давлекановского зерносовхоза Давлекановского района. В 1930-1933 гг. служил в рядах Красной Армии. С 1934 г. - тракторист, бригадир тракторной бригады, в 1936 году  окончил областную автотракторную школу в г. Белебее, с 1936 г. - механик-контролер, а в 1941 г. назначен главным инспектором Давлекановской машинно-тракторной станции.
В годы Великой Отечественной войны, работая на МТС, сумел за счет качественного ремонта и профилактики повысить 
производительность машин Давлекановской машинно-тракторной станции. Благодаря этому в 1947 г. МТС добилась выработки на каждый условный трактор по 869 гектаров. Перевыполнен план тракторных работ с высоким качеством. Это обеспечило в колхозах зоны МТС высокий урожай ржи и пшеницы. Рожь вместо плановых 9 центнеров дала 12,87 центнера с гектара, пшеница - по 9,42 центнера против 8 по плану. На каждый 15-сильный трактор было выработано и сдано государству по 852 центнера зерна.
За получение в обслуживаемых колхозах урожая ржи 21,53 центнера с гектара на площади 610 гектаров Указом Президиума Верховного Совета СССР от 2 апреля 1948 г. Н. Е. Тарасенко присвоено звание Героя Социалистического Труда.	
В 1954 г. работал контролером-механиком. С 1954 по 1959 г. работал директором Давлекановского механического завода. До ухода на пенсию в 1969 г. занимал должность директора Давлекановского авторемонтного завода.
Тарасенко  Николай Евдокимович умер 20 июля 1974 года.

## Награды
- Герой Социалистического Труда (1948)
- Награждён  орденом Ленина (1948)